# Dichotomius muticus
Dichotomius muticus är en skalbaggsart som beskrevs av Luederwaldt 1922. Dichotomius muticus ingår i släktet Dichotomius och familjen bladhorningar. Inga underarter finns listade i Catalogue of Life.